# ベリャーエフ (小惑星)
ベリャーエフ (2030 Belyaev) は小惑星帯に位置する小惑星である。リュドミーラ・チェルヌイフがクリミア天体物理天文台で発見した。
1965年、ボスホート2号で宇宙飛行を行なったソ連の宇宙飛行士、パーヴェル・ベリャーエフに因んで名付けられた。